# I Can’t Stop Loving You
| Оценки критиков | Оценки критиков |
| Источник        | Оценка          |
| --------------- | --------------- |
| AllMusic        | Без рейтинга    |

«I Can’t Stop Loving You» — песня, написанная американским кантри-музыкантом Доном Гибсоном. Он издал её как сингл в 1957 году.
Наиболее известна в версии Рея Чарльза 1962 года.
В 2004 году журнал Rolling Stone поместил песню «I Can’t Stop Loving You» в исполнении Рея Чарльза на 161 место своего списка «500 величайших песен всех времён». В списке 2011 года песня находится на 164 месте.

## Чарты

### Оригинальная версия Дона Гибсона
Примечание: Была издана под названием «I Can’t Stop Lovin’ You».
| Чарт (1958)                        | Наив. поз. |
| ---------------------------------- | ---------- |
| Norwegian Singles Chart            | 2          |
| U.S. Billboard Hot Country Singles | 7          |
| U.S. Billboard Hot 100             | 81         |

### Версия Китти Уэллс
| Чарт (1958)                         | Наив. поз. |
| ----------------------------------- | ---------- |
| США (Billboard Hot Country Singles) | 3          |

### Версия Рея Чарльза
| Чарт (1962)                        | Наив. поз. |
| ---------------------------------- | ---------- |
| США (Billboard Hot 100)            | 1          |
| США (Billboard R&B Singles)        | 1          |
| США (Billboard Adult Contemporary) | 1          |
| Великобритания (UK Singles Chart)  | 1          |
| Австралия                          | 1          |
| Норвегия                           | 4          |